# Tolouwi
Tolouwi is een bestuurslaag in het regentschap Bima van de provincie West-Nusa Tenggara, Indonesië. Tolouwi telt 3170 inwoners (volkstelling 2010).